# 沈强
沈强（1961年6月—），男，汉族，安徽宿州人，中华人民共和国政治人物。1983年7月加入中国共产党。淮北煤炭师范学院毕业，中央党校导师制在职研究生学历，文学学士学位，经济师。

## 生平
1979年9月，沈强在淮北煤炭师范学院中文系汉语言文学专业学习。1983年7月参加工作，任淮北煤炭师范学院办公室干事、秘书。1985年5月，任淮北煤炭师范学院院长办公室秘书(正科级)。
1986年5月，任中共宿县地委办公室秘书、科长。1993年5月，任中共宿县地委办公室副主任。1995年9月，任中共宿县地委办公室副主任、政研室主任。1999年2月，任中共宿县地委副秘书长、政研室主任（其间：1997年7月至1999年8月，挂任中共萧县县委副书记）。
1999年8月，任中共砀山县委副书记、代县长（1999年12月当选县长）。2001年10月，任中共砀山县委书记、县长。2002年2月，任中共砀山县委书记。2003年12月，任中共宿州市委常委、中共砀山县委书记、县人大常委会主任（其间：2004年3月至2004年7月，在中央党校县委书记进修班第8期学习）。2006年9月，任中共宿州市委常委、市经济技术开发区工委第一书记。
2007年3月，任中共亳州市委常委、市政府常务副市长。2009年11月，任中共亳州市委副书记，市委党校校长。2010年12月，任中共亳州市委副书记、市政府代市长（2011年1月当选市长）。2013年，被选为第十二届全国人民代表大会安徽地区代表。
2014年8月，任中共淮南市委书记。2018年1月，当选安徽省人大常委会副主任。2023年1月，换届不再担任安徽省人大常委会副主任。